# Annabelle Prölß

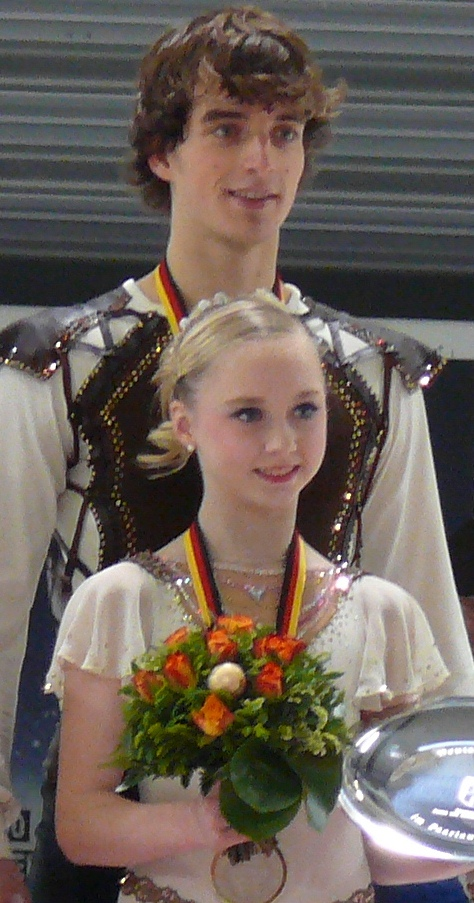
Annabelle Prölß und Ruben Blommaert bei der Siegerehrung zur Deutschen Meisterschaft im Eiskunstlaufen 2013 Paare

Annabelle Prölß (* 30. März 1999 in Regensburg) ist eine deutsche Eiskunstläuferin. 
Sie begann 2005 mit dem Eiskunstlaufen. 2011 begann sie mit dem Paarlaufen und fand einen Partner in Ruben Blommaert. Das Paar gewann auf Anhieb deutschen Juniorenmeisterschaften im Paarlaufen 2012 und gewannen ebenfalls auf Anhieb die Deutschen Meisterschaften in der Meisterklasse ein Jahr später. Trainer des Paares war Karel Fajfr. Sie trainierten in Oberstdorf und starteten für den EC Oberstdorf. Das Paar trennte sich im Jahr 2014.

## Erfolge/Ergebnisse
(mit Ruben Blommaert)
| International                     | International | International | International | International | International |
| Wettbewerbe                       | 2011–12       | 2012–13       | 2013–14       |               |               |
| --------------------------------- | ------------- | ------------- | ------------- | ------------- | ------------- |
| Juniorenweltmeisterschaften       |               | 7.            |               |               |               |
| JGP Lake Placid                   |               | 6.            |               |               |               |
| JGP Chemnitz                      |               | 4.            |               |               |               |
| NRW Trophy Junioren               |               | 1.            |               |               |               |
| Nebelhorn Trophy                  |               |               | 4.            |               |               |
| Ice Challenge Graz                |               | 1.            |               |               |               |
| National                          |               |               |               |               |               |
| Deutsche-Meisterschaften          |               | 1.            |               |               |               |
| Deutsche-Meisterschaften Junioren | 1.            |               |               |               |               |

JGP = Junior Grand Prix